# Коко (Порторико)
Коко (шп. Coco) град је у америчкој острвској територији Порторико, острвској држави Кариба.

## Демографија
По попису из 2010. године број становника је 5.758, што је 45 (-0,8%) становника мање него 2000. године.
| Група             | 2000.         | 2010.         |
| Белци             | 25 (0,4%)     | 20 (0,3%)     |
| Афроамериканци    | 579 (10,0%)   | 866 (15,0%)   |
| Азијати           | 0 (0,0%)      | 1 (0,0%)      |
| Хиспаноамериканци | 5.778 (99,6%) | 5.730 (99,5%) |
| Укупно            | 5.803         | 5.758         |